# Santiago Apóstol (película)
Santiago Apóstol es una película española dirigida por Alan Coton y protagonizada por Julián Gil y José Narváez. Es una producción de José Manuel Brandariz, presidente de Beverly Hills Entertainment. El coproductor es su hijo, Eduardo Brandariz. La autora es la reconocida guionista mexicana Sandra Becerril (Desde tu infierno, Nightmare Cinema, Están Aquí). El estreno internacional fue el 14 de abril de 2017.

## Sinopsis
La película está basada en la vida del apóstol Santiago, desde su nacimiento, su encuentro con Jesús, su evangelización por Hispania hasta su muerte en el año 44, y termina cuando su cuerpo llega a Galicia.
Contiene mucho dramatismo pero al mismo tiempo con mucha acción y mantiene al espectador con tensión a lo largo de la historia.
Forma parte de un proyecto centrado en la vida de los doce apóstoles. Esa es la idea del productor.

## Localizaciones de rodaje
En España, principalmente en tierras andaluzas, el Desierto de Tabernas y las playas de Almería han sido el escenario de la ciudad de Jerusalén, completando allí la primera fase del rodaje días atrás recreando el momento en el que Santiago se convirtió en uno de los más importantes acompañantes de Jesús.

En junio, el rodaje se ha trasladado a Galicia, donde se ambientan las escenas relativas a Hispania, con escenarios como el castillo de Sotomayor.

## Elenco
- Julián Gil - Santiago Apóstol
- Ana Obregón[1] - la Reina Loba, reina de Hispania, hija de Julio César
- Alex Sirvent - Teodoro
- Jorge Aravena - Josías, rey de Judea
- Francisco de la O - Herodes
- Ana Lorena Sánchez[2] - María Magdalena
- Salvador Zerboni - Judas Iscariote
- Marcelo Córdoba - San Pedro
- Marco de Paula - Atanasio
- Scarlet Ortiz - María de Nazareth, madre de Jesús
- Aroldo Betancourt - Fileto, el ayudante de Hermógenes el brujo
- Isabel Blanco - la esclava Eunice
- Christian de la Campa - Torcuato Cansato
- Scarlet Gruber - Princesa Viria, la nieta de la reina Loba
- Roberto Manrique[3] - San Juan, el evangelista, hermano de Santiago
- Anastasia Mazzone - Martha, la hermana de Lázaro
- José Narváez[4] - Jesús
- Yvonne Reyes[5] - Salomé, la hermana de María, la madre de Santiago y Juan
- Alexis Ayala - Brujo Hermógenes (participación especial)
- Bertin Osborne - El prefecto
- Héctor Arteaga - Apóstol
- Antonio Barreiro - Fariseo
- Julio Pereira